# Битка код Анзена
Битка код Анзена или Битка код Дазимона вођена је 22. јула 838. године код данашњег Дазмана у Турској између војске Византијског царства и војске Абасида. Битка је део Византијско-арапских ратова, а завршена је муслиманском победом.

## Битка
До битке код Анзена је дошло током похода Абасида на византијску Малу Азију у знак одмазде за византијске нападе претходне године. Циљ је био заузимање и пљачкање Амориона, једног од највећих византијских градова. Абасиди су покренули две војске. Теофил се супротсавио мањој од те две код Дазимона. Њоме је командовао Афсин. Бројчано надмоћни Византинци су у почетку имали успеха, али Теофилов одлука да лично води напад збунила је његове војнике створивши гласине о његовој погибији. То су искористили муслимани и натерали непријатеље у бег. Теофил и његова гарда нашли су се опкољени на једном брду, али су успели побећи. Битка је Арапима омогућила да, неколико недеља касније, заузму и опљачкају Аморион.